# Jezioro Mlewieckie
Jezioro Mlewieckie – jezioro w Polsce, położone w województwie kujawsko-pomorskim, w powiecie golubsko-dobrzyńskim, w gminie Kowalewo Pomorskie, na terenie Pojezierza Chełmińskiego.

## Charakterystyka
Jezioro znajduje się na obszarze typowo rolniczym, co powoduje napływ zanieczyszczeń i degradację akwenu. Skutkiem tego jest intensywny, utrzymujący się przez cały rok, zakwit fitoplanktonu oraz podwyższony poziom substancji biogennych. Jest jeziorem bifurkacyjnym.

## Dane morfometryczne
Powierzchnia zwierciadła wody według różnych źródeł wynosi od 70,0 ha do 84,4 ha.
Zwierciadło wody położone jest na wysokości 87,0 m n.p.m. Średnia głębokość jeziora wynosi 1,9 m, natomiast głębokość maksymalna 4,3 m.
W oparciu o badania przeprowadzone w 1997 roku wody jeziora zaliczono do wód pozaklasowych i poza kategorią podatności na degradację.

## Hydronimia
Według urzędowego spisu opracowanego przez Komisję Nazw Miejscowości i Obiektów Fizjograficznych (KNMiOF) nazwa tego jeziora to Jezioro Mlewieckie. W różnych publikacjach i na mapach topograficznych jezioro to występuje pod nazwą Jezioro Mlewickie.